# Julia Behnke
Julia Behnke (født 28. marts 1993 i Mannheim) er en tysk håndboldspiller, som spiller for TuS Metzingen og Tysklands håndboldlandshold.